# 8月11日
8月11日（はちがつじゅういちにち）は、グレゴリオ暦で年始から223日目（閏年では224日目）にあたり、年末まであと142日ある。

## できごと
- 紀元前3114年 - 長期暦（マヤ暦）の始まりの日[1]。
- 1492年 - 初のコンクラーヴェによりアレクサンデル6世がローマ教皇に選出[2]。
- 1584年 - 天正遣欧少年使節が、ポルトガルのリスボンに到着[3]。
- 1711年 - イギリスのアスコット競馬場で初のレースが行なわれる。
- 1711年 - スペイン継承戦争: サン・ホアキンの拿捕
- 1804年 - 神聖ローマ皇帝フランツ2世が初代オーストリア皇帝としても即位。
- 1858年 - チャールズ・バリントン（英語版）らがアイガーに初登頂[4]。
- 1909年 - クライド・ラインのアラパホ号がハッテラス岬沖で世界初の遭難信号「SOS」を発信し、救助される。
- 1919年 - ドイツでヴァイマル憲法をフリードリヒ・エーベルト大統領が認証。8月14日公布。
- 1920年 - リガでラトビアとソビエト連邦が平和条約を締結し、ラトビアが独立を宣言した[5]。
- 1929年 - ベイブ・ルースが史上初の生涯通算500ホームランを記録[6]。
- 1933年 - ソビエト連邦でT-35重戦車が制式化。
- 1936年 - ベルリンオリンピックの競泳女子200メートル平泳ぎで前畑秀子が優勝し、日本女子選手として初の金メダルを獲得。実況の河西三省アナウンサーが「ガンバレ！」を23回、「勝った！」を12回連呼[7]。
- 1942年 - 女優ヘディ・ラマーと作曲家ジョージ・アンタイルが、後に携帯電話や無線LANなどに応用されることになる周波数ホッピングスペクトラム拡散の特許を米国で取得[8]。
- 1946年 - 大阪拘置所から115人が集団脱走[9]。
- 1952年 - ヨルダンでタラール1世が軍部により廃されフセイン1世が即位。
- 1952年 - 日米民間航空協定調印[10]。
- 1960年 - チャドがフランスからの独立を宣言。
- 1965年 - ロサンゼルスでワッツ暴動起こる。
- 1965年 - 帝人が日本で初めてミニスカート「テイジンエル」を発売[11]。
- 1965年 - 「同和対策審議会」が内閣総理大臣に対し答申を提出した。
- 1965年 - トルコでヘンデクバス事故が発生。25人死亡。
- 1966年 - タイのバンコクで、インドネシアとマレーシアが平和条約に調印[12]。
- 1971年 - 那覇市で暴動発生（波上騒動）[13]。
- 1972年 - ベトナム戦争: ダナン米軍基地を警護していた最後の米国陸軍第21歩兵連隊第3大隊が、南ベトナムから米国へ向けて出発[14]。
- 1977年 - 山梨県の昇仙峡で観光バスが転落。死者11人、重軽傷者35人[15]。
- 1979年 - 中国の『人民日報』が、陳慕華の「今世紀末の人口増加率のゼロ目標」と「計画生育法（一人っ子政策）」の準備を掲載。政策は、2015年10月29日に廃止された。
- 1981年 - 日本の静止気象衛星「ひまわり2号」打上げ。
- 1982年 - パンアメリカン航空830便爆破事件
- 1984年 - 冷戦: ロナルド・レーガン米大統領がラジオ演説前のマイクテストで「我々は5分で(ロシアへの)爆撃を開始する」とジョーク発言する。のちに音源をリークされ、波紋を呼ぶ[16]。
- 1987年 - アラン・グリーンスパンが連邦準備制度理事会議長に就任。
- 1988年 - アルカイダ結成。
- 1989年 - 潜水調査船「しんかい6500」が宮城県沖での試験潜航で、設計上の最大潜航深度6,527メートルの海底に到達。
- 1992年 - ミネソタ州ブルーミントンでモール・オブ・アメリカがオープン。
- 1999年 - ヨーロッパやアジアで20世紀最後の皆既日食が観測される[17]。
- 2003年 - アフガニスタンの国際治安支援部隊の指揮権がドイツ・オランダ連合軍からNATOに移管される。
- 2006年 - イスラエルのレバノン侵攻の停戦を求める国連安保理決議1701が全会一致で承認される。
- 2008年 - 北京オリンピックの男子平泳ぎ100メートルで、北島康介（日本）が58秒91の世界記録で優勝する。
- 2009年 - 駿河湾地震発生。
- 2012年 - ロンドンオリンピック: 男子ボクシングで村田諒太がミドル級としては初、日本選手としては櫻井孝雄以来48年ぶりの金メダル獲得[18]。
- 2016年 - リオデジャネイロオリンピック: 卓球男子シングルスで、水谷隼が3位。同競技の男子では初、シングルスでは男女通じて初のメダル獲得[19]。
- 2022年 - シンシナティFBI支局襲撃事件。

## 誕生日

### 人物

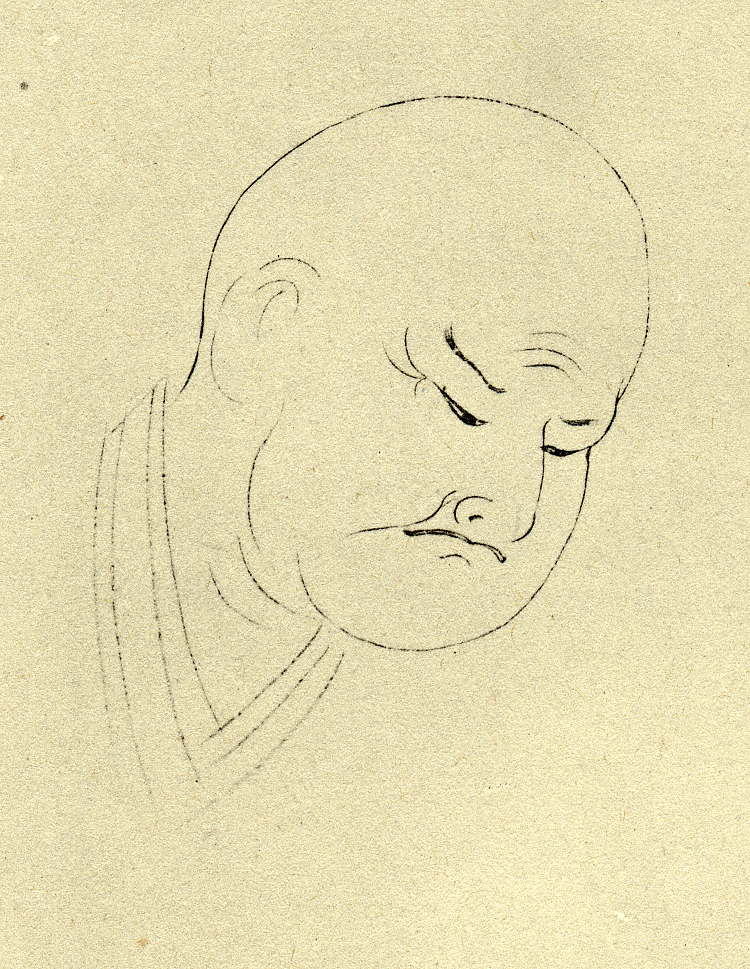
俳諧師宝井其角(1661-1707)誕生。

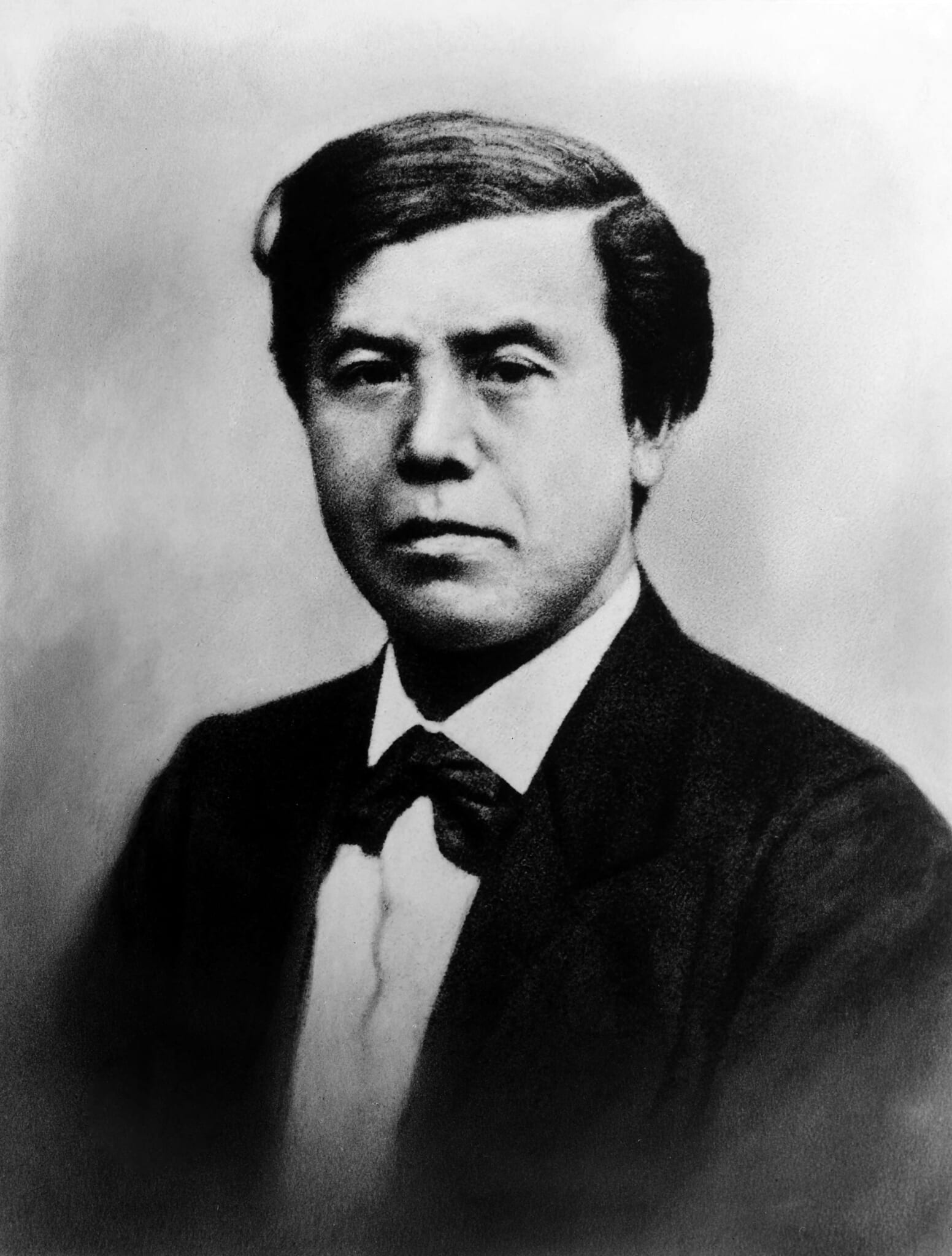
維新の三傑の1人、政治家木戸孝允(1833-1877)誕生。

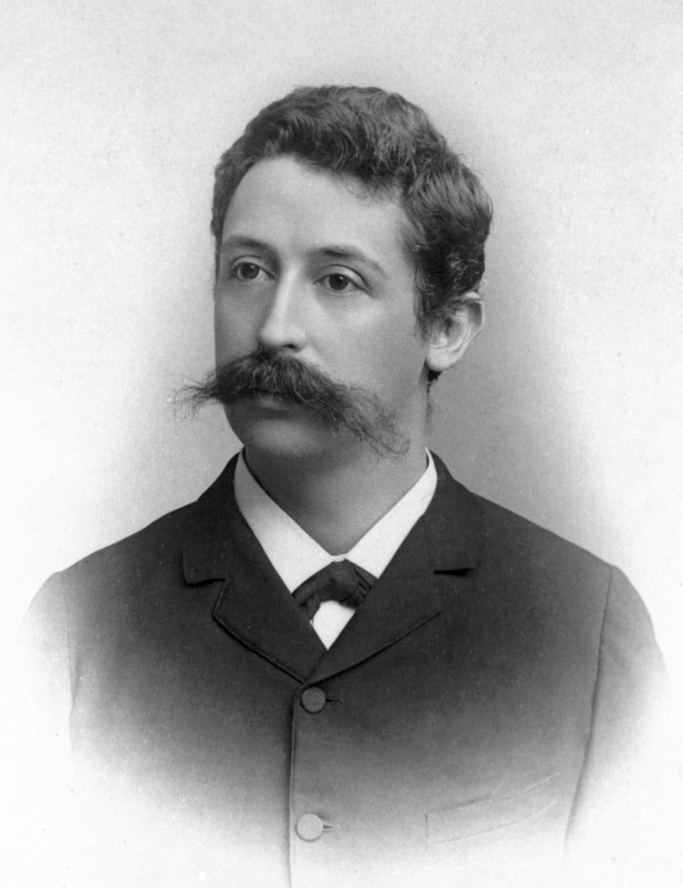
病理学者クリスティアーン・エイクマン(1858-1930)。貧弱な食生活が脚気の原因になることを実証。1929年、フレデリック・ホプキンズと共にノーベル生理学・医学賞を受賞。

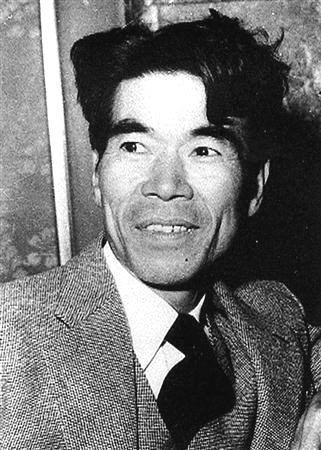
作家吉川英治(1892-1962)誕生。

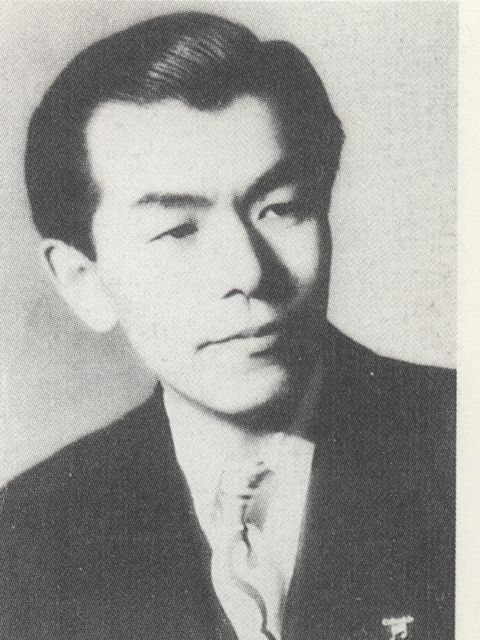
作曲家古関裕而(1909-1989)誕生。

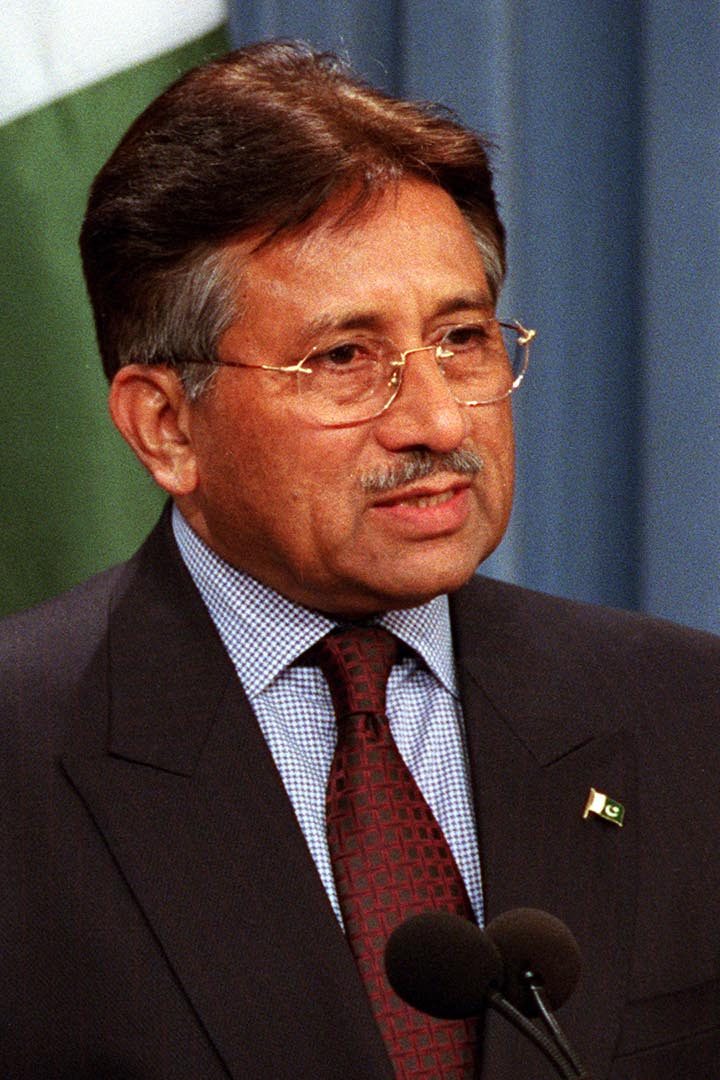
パキスタン第10代大統領、パルヴェーズ・ムシャラフ(1943-2023)誕生。

- 1086年 - ハインリヒ5世、神聖ローマ皇帝（+ 1125年）
- 1661年（寛文元年7月17日） - 宝井（榎本）其角、俳諧師（+ 1707年）
- 1795年（寛政7年6月27日） - 林玄仲、医師、役人（+ 1878年）
- 1799年 - ヨアヒム・バランデ、地質学者、古生物学者（+ 1883年）
- 1826年 - アンドリュー・ジャクソン・デイヴィス、霊覚者（+ 1910年）
- 1833年 - インガーソル、無神論者、演説者（+ 1899年）
- 1833年（天保4年6月26日） - 木戸孝允、明治の元勲（+ 1877年）
- 1837年 - マリー・フランソワ・サディ・カルノー、フランス第三共和政第4代大統領（+ 1894年）
- 1858年 - クリスティアーン・エイクマン、生理学者（+ 1930年）
- 1881年 - 潮恵之輔、政治家（+ 1955年）
- 1882年 - ロドルフォ・グラツィアーニ、軍人、政治家（+ 1955年）
- 1892年 - 吉川英治、小説家（+ 1962年）
- 1894年 - 城戸四郎、実業家、松竹社長（+ 1977年）
- 1897年 - 小山敬三、洋画家（+ 1987年）
- 1897年 - イーニッド・ブライトン、児童文学作家（+ 1968年）
- 1902年 - アルフレッド・ビンダ、自転車競技選手（+ 1986年）
- 1904年 - 袴田里見、政治家、社会運動家（+ 1990年）
- 1905年 - エルヴィン・シャルガフ、生化学者（+ 2002年）
- 1909年 - 古関裕而、作曲家（+ 1989年）
- 1910年 - ジョージ・ホーマンズ、社会学者（+ 1989年）
- 1912年 - 寺下力三郎、政治家（+ 1999年）
- 1912年 - 夢虹二、作詞家（+ 1989年）
- 1913年 - フランク・プゥルセル、イージーリスニングのバンドマスター（+ 2000年）
- 1919年 - ジネット・ヌヴー、ヴァイオリニスト（+ 1949年）
- 1921年 - アレックス・ヘイリー、小説家（+ 1992年）
- 1921年 - フレデリック・マイヤー、教育学者、哲学者（+ 2006年）
- 1926年 - アーロン・クルーグ、化学者（ + 1998年）
- 1927年 - 安西篤子、小説家
- 1927年 - スチュアート・ローゼンバーグ、映画監督（+ 2007年）
- 1928年 - 田口耕三、脚本家
- 1929年 - 近藤鉄雄、政治家（+ 2010年）
- 1929年 - 早坂暁、脚本家、小説家（+2017年）
- 1932年 - 小林亜星、作曲家（+ 2021年）
- 1932年 - 岸惠子、女優
- 1933年 - 廣松渉、哲学者（+ 1994年）
- 1934年 - 鈴木武樹、ドイツ文学者、翻訳家、野球評論家（+ 1978年）
- 1936年 - 古谷三敏、漫画家（+ 2021年）
- 1937年 - 石田美栄、政治家
- 1937年 - 前岡勤也、元プロ野球選手
- 1940年 - レツゴー正児、漫才師（+ 2020年）
- 1942年 - 中尾彬、俳優、タレント（+ 2024年）
- 1943年 - 神田武幸、アニメーション監督（+ 1996年）
- 1943年 - パルヴェーズ・ムシャラフ、政治家、元パキスタン大統領（+ 2023年）
- 1943年 - リンダ・ヴォーン、レースクイーン
- 1944年 - 浅利香津代、女優
- 1944年 - 柴田猛、元プロ野球選手
- 1944年 - イアン・マクダーミド、俳優、演出家
- 1946年 - マリリン・ボス・サバント、コラムニスト、作家、講師
- 1946年 - デイヴ・フォーミュラ、ミュージシャン
- 1947年 - 木村夏江、女優
- 1947年 - 寺島実郎、経済学者
- 1947年 - 渡辺卓、実業家
- 1948年 - 津田広喜、大蔵・財務官僚
- 1949年 - エリック・カルメン、ミュージシャン（+ 2024年）
- 1950年 - 千葉一夫、演歌歌手
- 1950年 - 鈴木俊夫、政治家、元秋田県湯沢市長
- 1950年 - 奥江英幸、元プロ野球選手
- 1950年 - スティーブ・ウォズニアック、パーソナルコンピュータの開拓者
- 1951年 - 田中和実、声優（+ 2007年）
- 1952年 - 小山ルミ、歌手
- 1953年 - ハルク・ホーガン、プロレスラー（+ 2025年）
- 1954年 - 戸倉三郎、裁判官、第20代最高裁判所長官
- 1954年 - ジョー・ジャクソン、ミュージシャン
- 1955年 - 中崎タツヤ、漫画家
- 1955年 - 久保泰三、実業家
- 1956年 - ピエール＝ルイ・リオン、数学者
- 1956年 - 江崎孝、政治家
- 1957年 - 孫正義、実業家
- 1957年 - 市村和昭、元スピードスケート選手、元競輪選手
- 1957年 - イネス・ド・ラ・フレサンジュ、スーパーモデル、ファッションデザイナー
- 1958年 - 半海一晃、俳優
- 1958年 - 若合春侑、小説家
- 1959年 - 真木柚布子、歌手、女優
- 1959年 - 村上世彰、投資家
- 1959年 - 橋本康成、実業家、元アナウンサー、パーソナリティー、プロデューサー
- 1960年 - 斎藤育造、元レスリング選手、指導者、ロサンゼルス五輪レスリング銅メダリスト
- 1960年 - 上北ふたご、漫画家
- 1960年 - 島村大、政治家、歯科医師（+ 2023年）
- 1960年 - 浦野REN、俳優（+ 2023年）
- 1961年 - 手塚眞、映像作家
- 1962年 - ジョン・クリアリー、ピアノ奏者
- 1963年 - 吉田戦車、漫画家
- 1963年 - 槙原寛己、元プロ野球選手
- 1963年 - 井田國彦、俳優
- 1963年 - 友道康夫、調教師
- 1963年 - 若井基安、元プロ野球選手
- 1964年 - ETSU、ダンサー（TRF）
- 1965年 - 小森谷徹、タレント
- 1965年 - 山口昌人、ミュージシャン
- 1965年 - 大岩オスカール、芸術家
- 1965年 - 三上真司、ゲームクリエイター
- 1965年 - むさしのあつし、漫画家
- 1965年 - 曽根健孝、外交官
- 1965年 - 山本昌、元プロ野球選手
- 1965年 - ヴィオラ・デイヴィス、女優
- 1966年 - 荻野晃一、元車いすラグビー選手、指導者
- 1966年 - 上岡良一、元プロ野球選手
- 1966年 - ナイジェル・マーティン、元サッカー選手
- 1967年 - 松村邦洋、タレント
- 1967年 - 宮村浩気、美容師、ヘアメイクアーティスト
- 1967年 - 橋本愛子、プロゴルファー
- 1967年 - マッシミリアーノ・アッレグリ、元サッカー選手、指導者
- 1968年 - 黒沢健一、ミュージシャン（+ 2016年）
- 1968年 - 浮島徹士、元プロ野球選手
- 1969年 - 飯田覚士、プロボクサー
- 1970年 - 鈴木豊、俳優
- 1970年 - 正名僕蔵、俳優
- 1970年 - 高梨芳昌、元プロ野球選手
- 1970年 - アンディ・ベル、ミュージシャン
- 1971年 - アンドレアス・スボリッチ、騎手
- 1972年 - 小林綾子、女優
- 1972年 - 廣瀬陽子、政治学者
- 1972年 - 鈴木雷太、自転車競技選手
- 1972年 - 喜多嶋舞、元女優
- 1972年 - 厚澤和幸、元プロ野球選手
- 1972年 - ヴィアチェスラフ・ザゴロドニュク、フィギュアスケート選手
- 1973年 - 石塚良博、俳優
- 1973年 - 荒井修光、元プロ野球選手
- 1974年 - 山本浩司、俳優
- 1974年 - 高橋夏樹、元女優
- 1974年 - 坂本竜一、元プロ野球選手
- 1974年 - マリー＝フランス・デュブレイユ、フィギュアスケート選手
- 1975年 - 谷山紀章、声優、歌手
- 1975年 - 福田充徳、お笑いタレント（チュートリアル）
- 1975年 - 鶴田由香、気象予報士、元アナウンサー
- 1975年 - 永井智浩、元プロ野球選手
- 1975年 - 千葉すず、元水泳選手
- 1976年 - 五十嵐圭、記者、アナウンサー
- 1976年 - 佐藤由芽、元アナウンサー
- 1976年 - 加藤竜人、元プロ野球選手
- 1976年 - イバン・コルドバ、サッカー選手
- 1976年 - バッバ・クロスビー、元プロ野球選手
- 1977年 - MIKIKO、演出家、振付師
- 1977年 - 佐藤宏志、元プロ野球選手
- 1977年 - ポンサクレック・ウォンジョンカム、プロボクサー
- 1978年 - ジャーメイン・テイラー、プロボクサー
- 1978年 - 皆谷尚美、シンガーソングライター
- 1979年 - 原沙織、アイドル、演歌歌手
- 1979年 - 西川晃啓、お笑いタレント（レギュラー）
- 1980年 - 池辺愛、お笑いタレント（元モエヤン）
- 1980年 - JESSE、ミュージシャン（RIZE）
- 1981年 - 倉持武志、実業家、芸術教育学者、作曲家
- 1981年 - 森山周、元プロ野球選手
- 1982年 - 葵せきな、作家、シナリオライター
- 1982年 - 田中麻衣美、元競輪選手、元モデル
- 1983年 - 木村梨恵子、女優
- 1983年 - 松尾翠、フリーアナウンサー
- 1984年 - 安藤みのり、タレント
- 1984年 - 川瀬名人、お笑いタレント（ゆにばーす）
- 1984年 - 二木健太、元バレーボール選手
- 1984年 - アダム・ブライト、元プロ野球選手
- 1985年 - 中村友美、歌手、元女優
- 1985年 - 友保隼平、お笑いタレント（金属バット）
- 1985年 - 趙博、元プロ野球選手
- 1986年 - 中山琉貴、俳優
- 1986年 - 福原香織、声優
- 1986年 - 高倉大輝、ナレーター、声優
- 1986年 - 清水邦広、バレーボール選手
- 1986年 - パブロ・サンドバル、プロ野球選手
- 1986年 - コルビー・ラスムス、元プロ野球選手
- 1987年 - 蒼井翔太、声優、歌手、舞台俳優
- 1987年 - 斎藤准一郎、ミュージカル俳優
- 1987年 - 祖父江大輔、プロ野球選手
- 1987年 - 三浦旭人、サッカー選手、指導者
- 1987年 - 石田比奈子、元女優
- 1988年 - ほりゆり、女優、タレント、モデル
- 1988年 - 寺島惇太、声優
- 1988年 - 和田拓、ラグビー選手
- 1988年 - 河原亜依、元歌手
- 1988年 - 森越祐人、元プロ野球選手
- 1988年 - アドリアン・シュルタイス、フィギュアスケート選手
- 1989年 - 中島ファランパリス、元サッカー選手
- 1990年 - 小熊凌祐、元プロ野球選手
- 1990年 - 田野倉翔太、レスリング選手
- 1990年 - 宮本武文、元プロ野球選手
- 1990年 - 比江島慎、バスケットボール選手
- 1991年 - クリスティアン・テージョ、サッカー選手
- 1991年 - マイケル・クレイグ、バスケットボール選手
- 1992年 - 鈴木友菜、ファッションモデル
- 1992年 - 有原航平、プロ野球選手
- 1992年 - 松原修平、サッカー選手
- 1993年 - 澁谷梓希、声優（元i☆Ris）
- 1993年 - 松本剛、プロ野球選手
- 1993年 - 山崎晃大朗、元プロ野球選手
- 1994年 - 山上佳之介、マジシャン（山上兄弟）
- 1994年 - 辻東倫、元プロ野球選手
- 1995年 - 江益凛、女優、モデル
- 1995年 - NaoTo、俳優
- 1995年 - 齋藤拓実、バスケットボール選手
- 1995年 - マイケル・チェイビス、プロ野球選手
- 1996年 - 春川芽生、女優、声優
- 1997年 - 西村菜那子、アイドル（元NGT48）
- 1997年 - ツミキ[20]、ボカロP、シンガーソングライター（NOMELON NOLEMON）
- 1997年 - 柴田凌、通訳
- 1997年 - 木本花音、元アイドル（元SKE48）
- 1998年 - 音嶋莉沙、アイドル（=LOVE）
- 1998年 - 高橋茉莉奈、元バレーボール選手
- 1999年 - ChangBin、アイドル（Stray Kids）
- 1999年 - 水流麻夏、野球選手
- 2000年 - 木村葉月、女優、モデル
- 2000年 - 佐藤妃星、アイドル（元AKB48）
- 2000年 - 山根涼羽、アイドル（KLP48、元AKB48）
- 2001年 - 辻本倫太郎、プロ野球選手
- 2002年 - 黒岩唯、元アイドル（元STU48）
- 2004年 - 下川恭平、俳優
- 2012年 - 鄭好好、スケートボーダー
- 生年不詳 - 轟悠、女優、元宝塚歌劇団専科
- 生年不詳 - 中村音子、女優、ダンサー、元宝塚歌劇団男役
- 生年不詳 - 稀鳥まりや、女優、元宝塚歌劇団星組娘役
- 生年不詳 - 古川竜也、ゲームクリエイター、ギタリスト
- 生年不詳 - アナンド雪、声優
- 生年不詳 - 尾又淑恵[21]、声優
- 生年不詳 - 門松涼、声優
- 生年不詳 - 千田葉月、声優、歌手
- 生年不詳 - 奇ノ駒たんご、Vtuber
- 生年不詳 - 九条菜月、小説家

### 人物以外（動物など）
- 2010年 - 海浜、ジャイアントパンダ
- 2010年 - 陽浜、ジャイアントパンダ

## 忌日

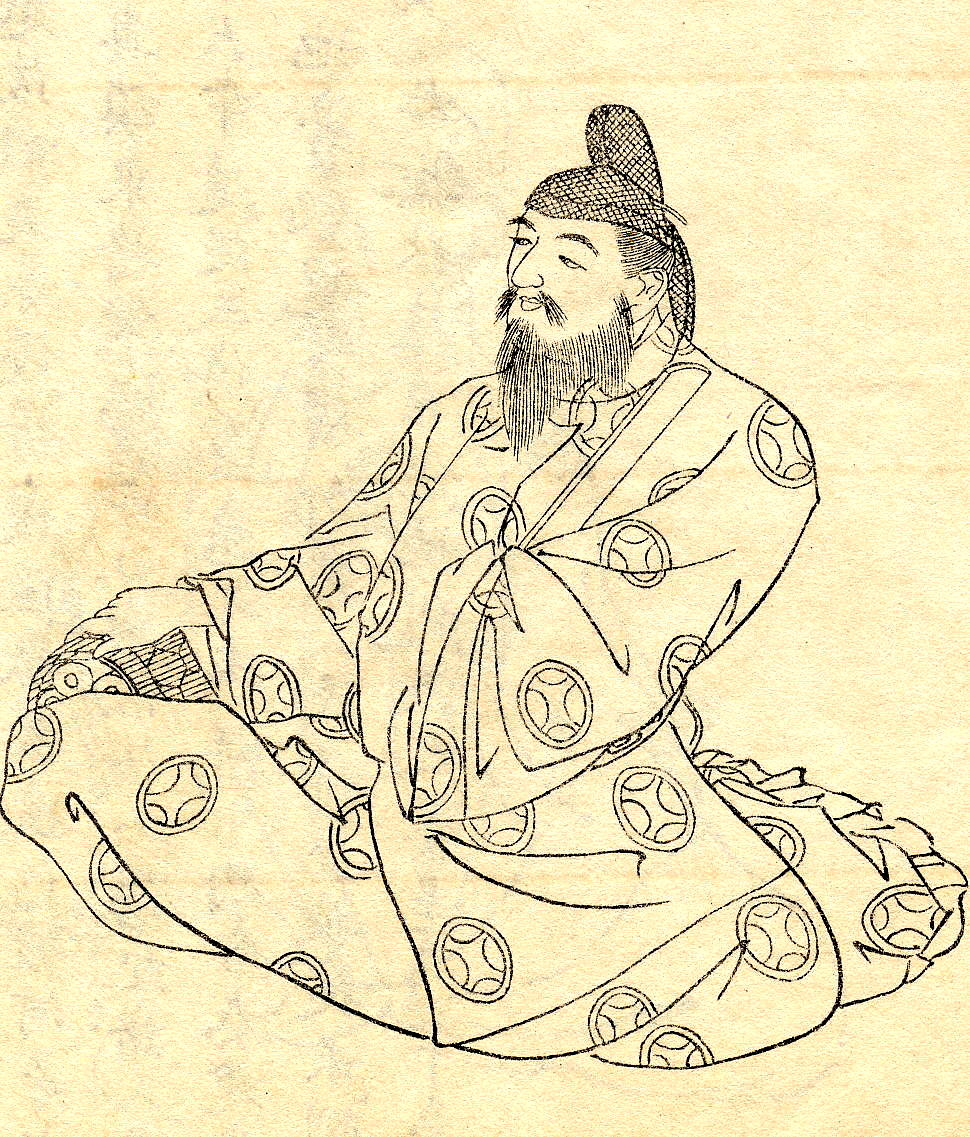
『古事記』の編纂者太安万侶(?-723)没。

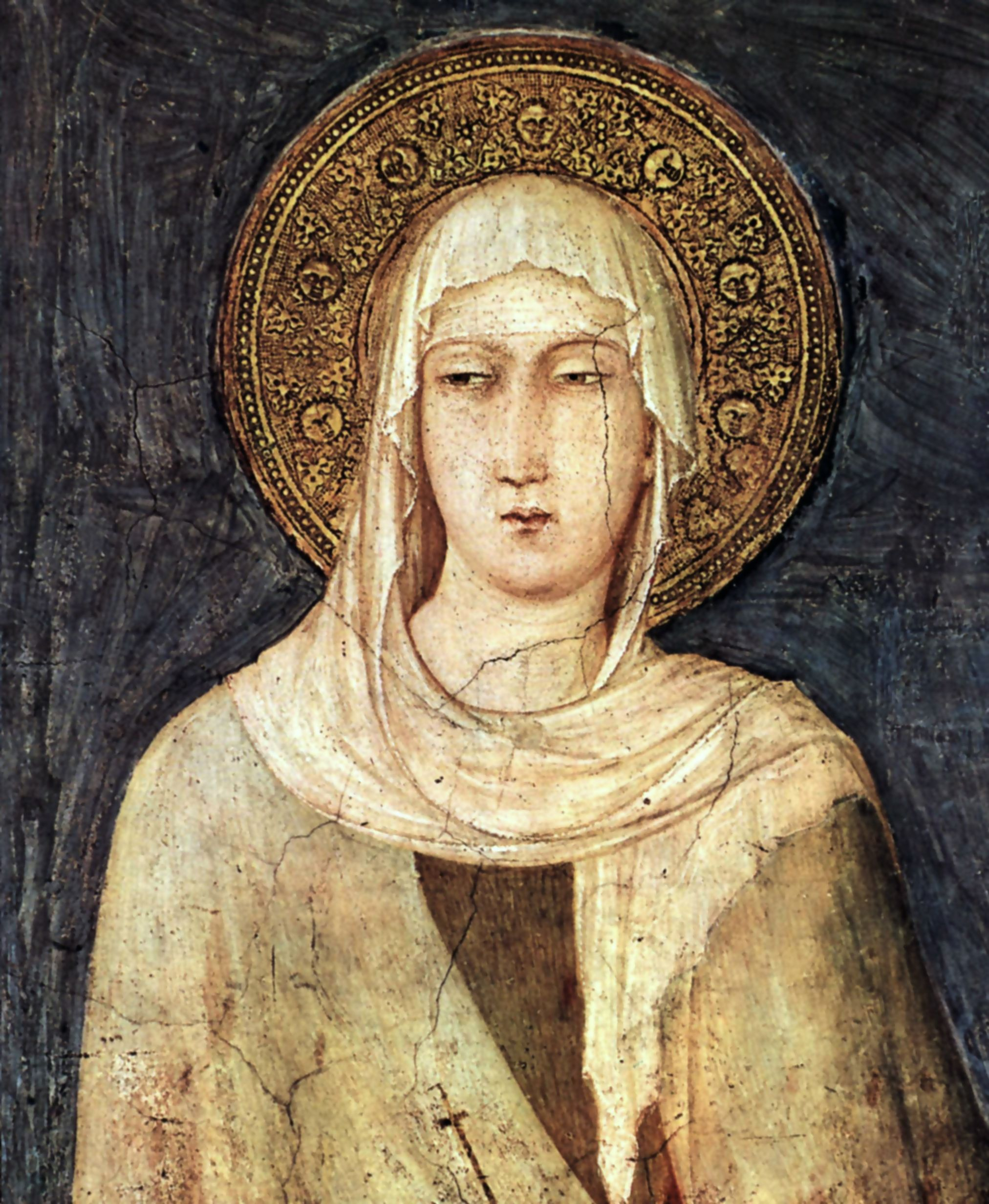
キリスト教の聖人アッシジのキアラ(1194-1253)没。

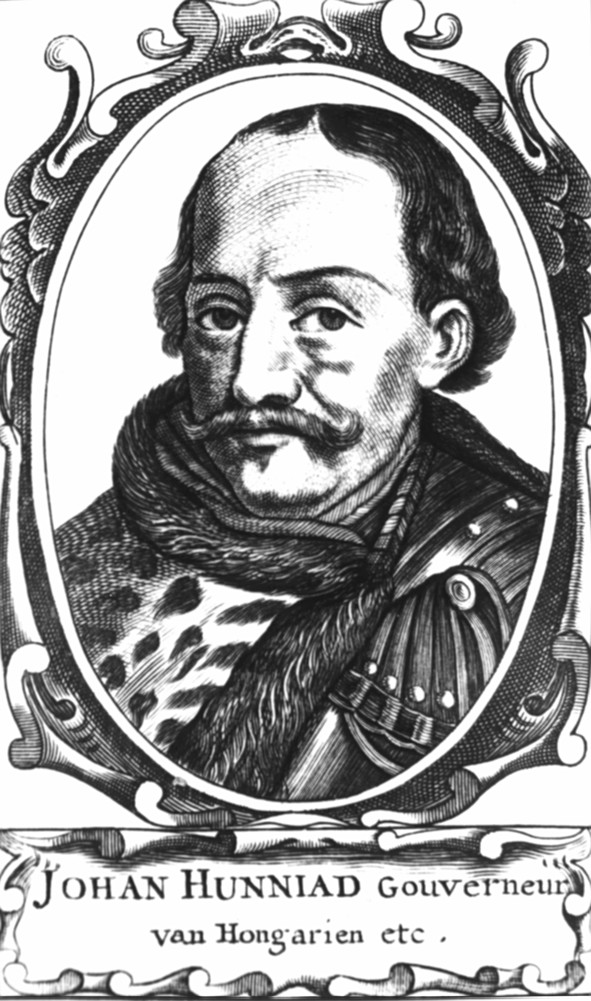
ハンガリーの貴族フニャディ・ヤーノシュ(1409-1456)没。

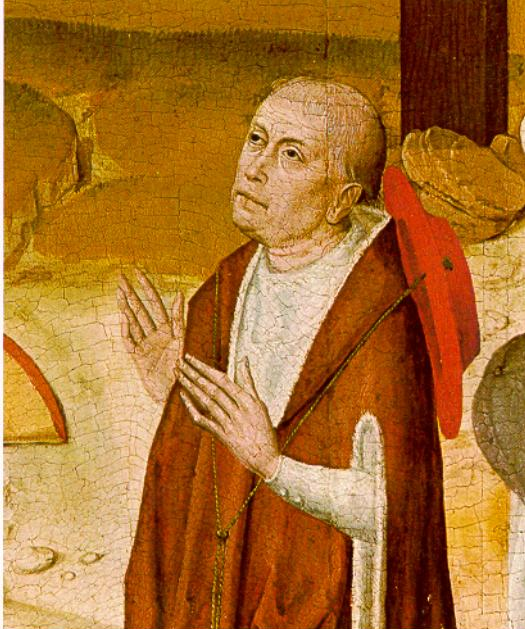
哲学者・神学者・数学者・枢機卿・博学者ニコラウス・クザーヌス(1401-1464)没。

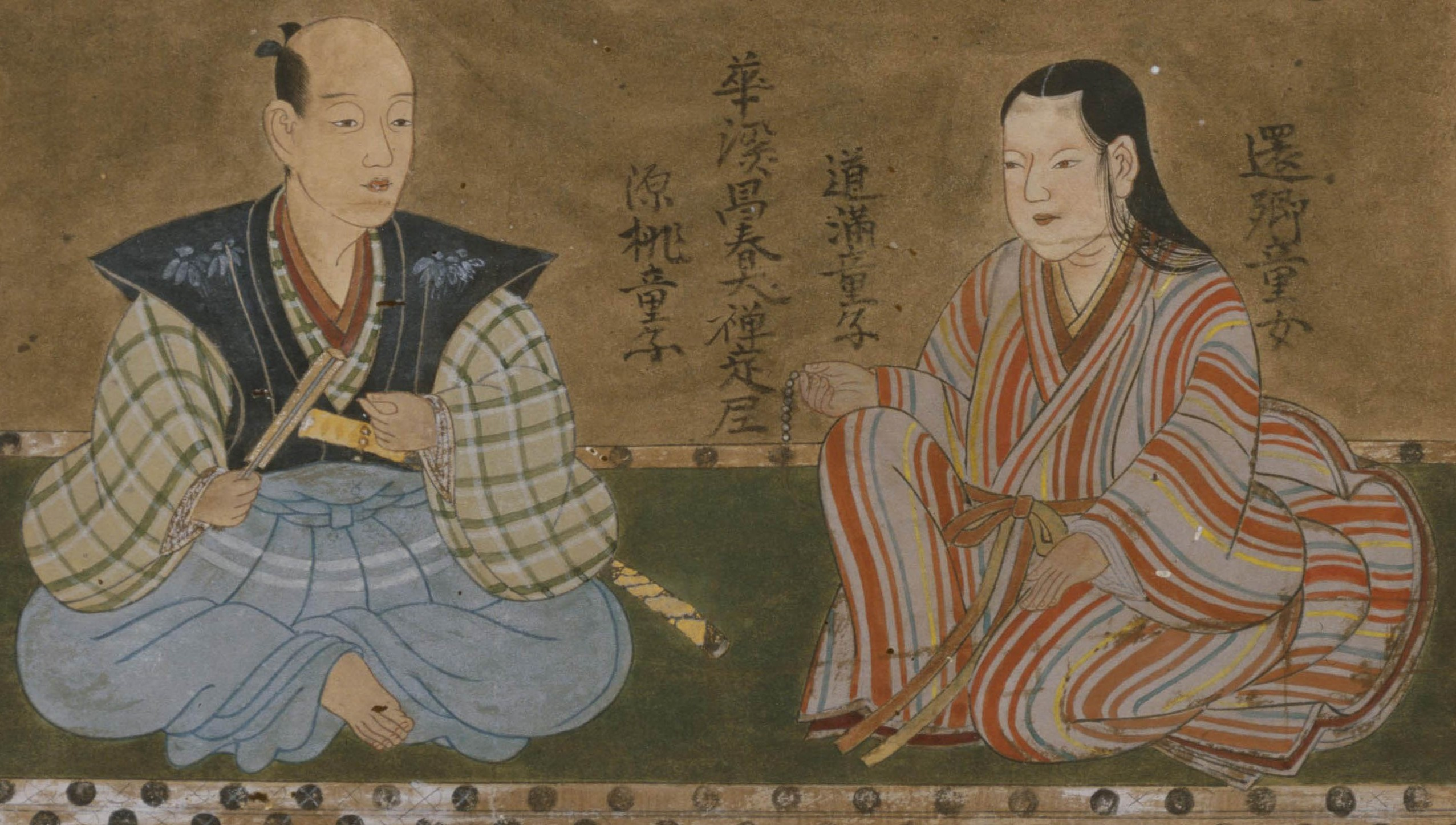
戦国武将長尾政景(1526-1564)没。画像は長尾政景と正室仙桃院の肖像。

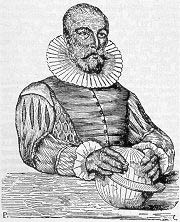
数学者ペドロ・ヌネシュ(1502-1578)没。航海技術に貢献。

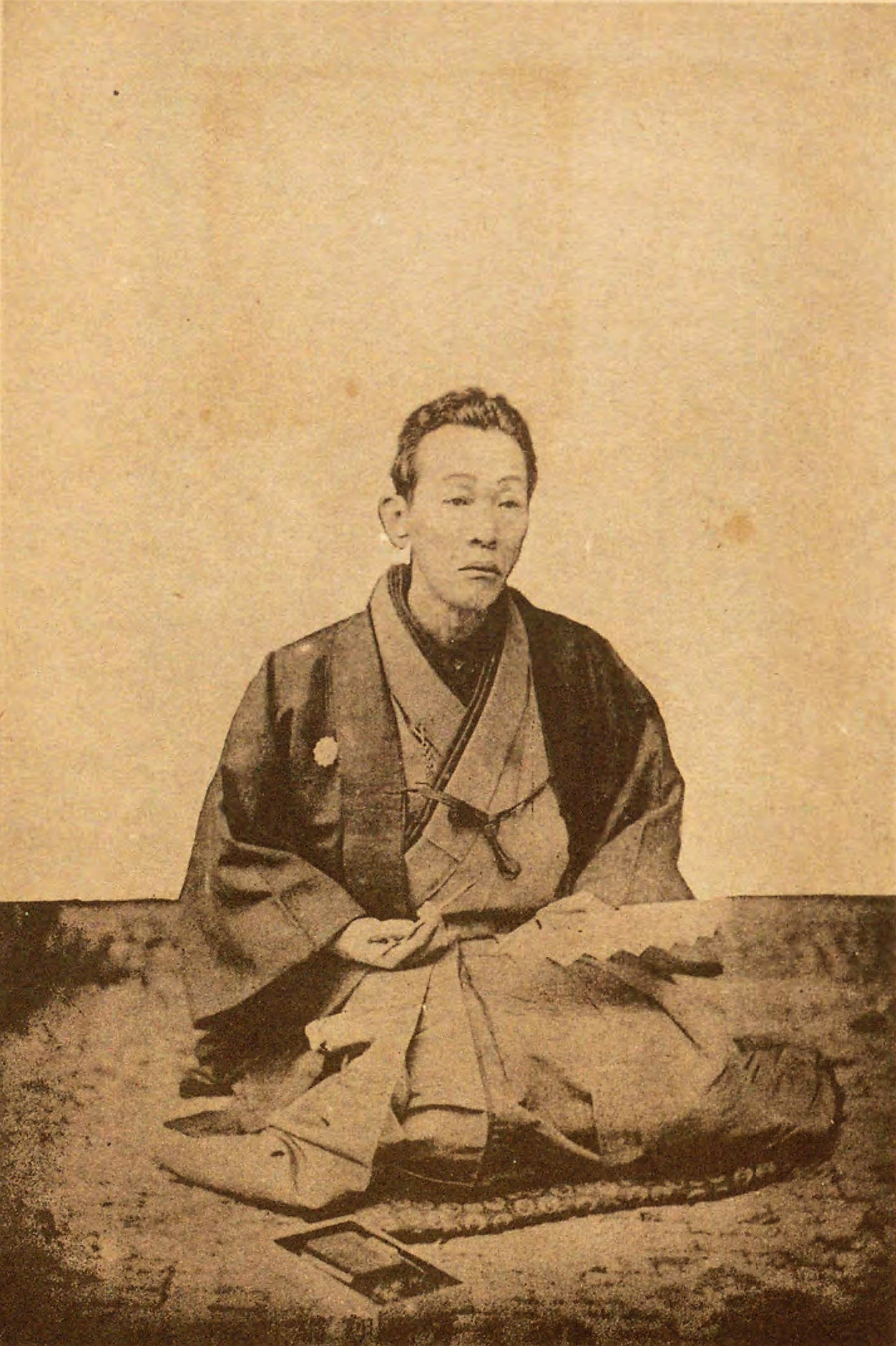
三遊派宗家三遊亭圓朝(1839-1900)没。

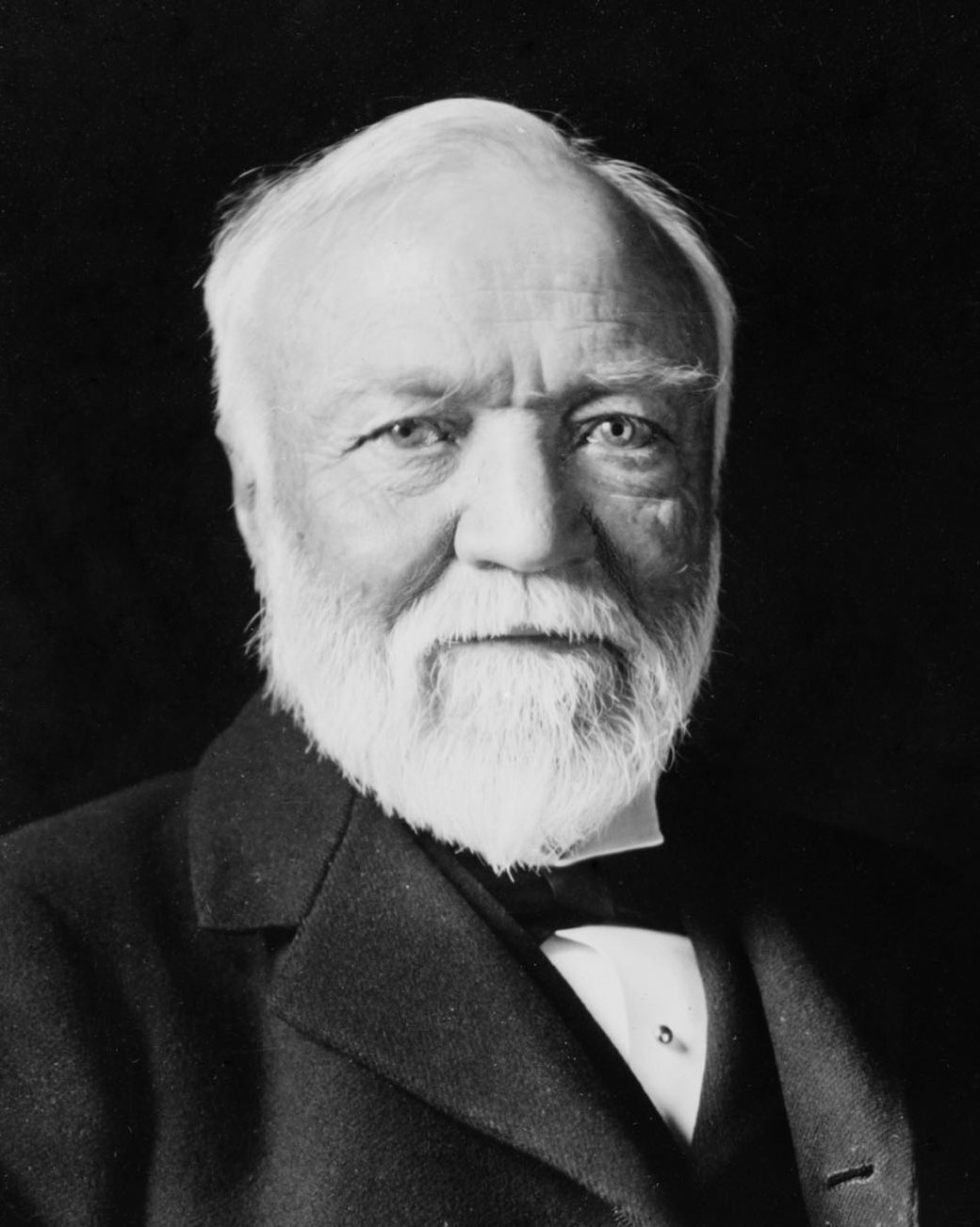
「鋼鉄王」実業家アンドリュー・カーネギー(1835-1919)没。

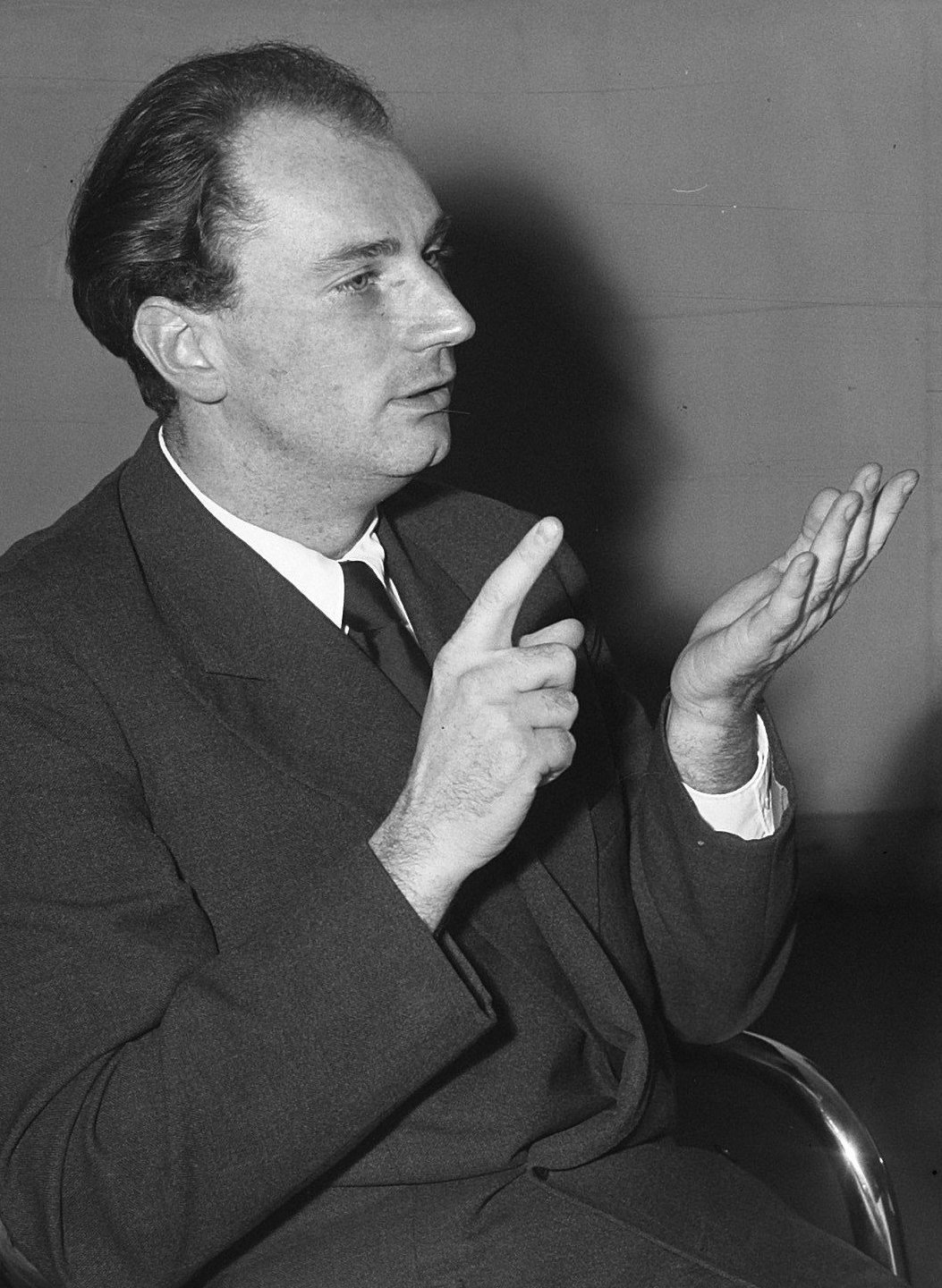
チェコ出身の指揮者ラファエル・クーベリック(1914-1996)没。

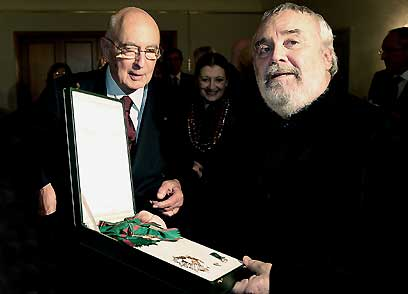
イタリアの指揮者ジャンルイジ・ジェルメッティ(1945-2021)没。

- 223年（黄初4年6月27日） - 賈詡、後漢末から魏にかけての政治家（* 147年）
- 723年（養老7年7月6日） - 太安万侶、貴族
- 1212年 - ベアトリクス・フォン・ホーエンシュタウフェン、神聖ローマ皇帝オットー4世の皇后（* 1198年）
- 1253年 - アッシジのキアラ、キリスト教の聖人（* 1194年）
- 1259年（蒙哥9年7月27日） - モンケ、モンゴルのハーン（* 1209年）
- 1456年 - フニャディ・ヤーノシュ、ハンガリーの摂政（* 1387年/1407年/1409年）
- 1464年 - ニコラウス・クザーヌス、哲学者、数学者（* 1401年）
- 1494年 - ハンス・メムリンク、画家（* 1430年頃）
- 1563年 - バルトロメー・デ・エスコベド、作曲家（* 1500年頃）
- 1564年（永禄7年7月5日） - 長尾政景、戦国武将（* 1526年）
- 1578年 - ペドロ・ヌネシュ、数学者（* 1502年）
- 1601年 - ヨハネス・ヘルニウス（英語版）、医師、自然哲学者（* 1543年）
- 1614年 - ラヴィニア・フォンターナ、画家（* 1525年）
- 1643年（寛永20年6月27日） - 東郷重位、薩摩藩士、示現流剣術流祖（* 1561年）
- 1705年（宝永2年6月22日） - 桂昌院、江戸幕府第3代将軍徳川家光の側室（* 1627年）
- 1714年 - クリストフェル・ピールソン、画家（* 1631年）
- 1728年 - ウィリアム・シェラード、植物学者（* 1659年）
- 1742年（寛保2年7月11日） - 安藤信秀、旗本（* 1661年）
- 1772年（安永元年7月13日） - 酒井忠恭、江戸幕府老中、姫路藩主（* 1710年）
- 1798年 - ジョシュア・クレイトン、医師・政治家（* 1744年）
- 1801年 - フェリックス・マリア・デ・サマニエゴ（英語版）、寓話作家（* 1745年）
- 1833年（天保4年6月26日） - 池田斉政、第6代岡山藩主（* 1773年）
- 1846年（弘化3年6月20日） - 欣子内親王、光格天皇中宮（* 1779年）
- 1854年 - マセドニオ・メローニ、物理学者（* 1798年）
- 1883年 - エドゥアール・デュビュフ、画家（* 1819年）
- 1884年 - ジェームズ・マルコム・ライマー（英語版）、作家（* 1814年）
- 1886年 - リディア・コイドゥラ（英語版）、詩人、劇作家（* 1843年）
- 1900年 - 初代三遊亭圓朝、落語家（* 1839年）
- 1919年 - アンドリュー・カーネギー、実業家（* 1835年）
- 1919年 - フランツ・ニッスル（英語版）、精神科医、医学研究者（* 1860年）
- 1927年 - 左右田喜一郎、経済学者（* 1881年）
- 1927年 - 古泉千樫、歌人（* 1886年）
- 1930年 - エドワード・アングル（英語版）、歯科医（* 1855年）
- 1937年 - イーディス・ウォートン、小説家、デザイナー（* 1862年）
- 1939年 - アルフォンス・オスベール、画家（* 1857年）
- 1944年 - 陸直次郎、作家（* 1898年）
- 1945年 - 藤野厳九郎、医師、教育者（* 1874年）
- 1945年 - 松平頼孝、鳥類学者（* 1876年）
- 1945年 - 佐藤井岐雄、生物学者（* 1902年）
- 1947年 - ハリー・デービス、プロ野球選手（* 1873年）
- 1948年 - 朝河貫一、歴史学者、日本人初のイェール大学教授（* 1873年）
- 1953年 - タツィオ・ヌヴォラーリ、レーサー（* 1892年）
- 1955年 - ロバート・ウィリアム・ウッド、物理学者（* 1868年）
- 1956年 - ジャクソン・ポロック、画家（* 1912年）
- 1959年 - デイヴィッド・ピンスキ、劇作家、小説家（* 1872年）
- 1961年 - ヨハンナ・ゼンフター、作曲家（* 1879年）
- 1962年 - 大和田愛羅、音楽家、声楽家、教育家（* 1886年）
- 1963年 - 武藤嘉門、政治家、元岐阜県知事（* 1870年）
- 1965年 - エセル・トムソン・ラーコム、テニス選手（* 1879年）
- 1966年 - 大下宇陀児、推理作家（* 1896年）
- 1971年 - ロイヤル・レイモンド・ライフ、光学顕微鏡「ユニバーサルマイクロスコープ」の開発を主張した人物（* 1888年）
- 1971年 - 笠置山勝一、大相撲力士（* 1911年）
- 1972年 - ウィリアム・ウェブ、極東国際軍事裁判裁判長（* 1887年）
- 1972年 - マックス・タイラー、ウイルス学者（* 1899年）
- 1973年 - カール・ツィーグラー、化学者（* 1898年）
- 1973年 - ペギー・キャッスル、女優（* 1927年）
- 1974年 - 北白川房子、明治天皇第7皇女（* 1890年）
- 1974年 - コンプトン・ベネット（英語版）、画監督、脚本家、プロデューサー（* 1900年）
- 1974年 - ヤン・チヒョルト、タイポグラファー（* 1902年）
- 1975年 - アンソニー・マコーリフ、アメリカ陸軍の准将（* 1898年）
- 1980年 - 片岡松之亟 (初代)、歌舞伎役者（* 1910年）
- 1983年 - 山本薩夫、映画監督（* 1910年）
- 1984年 - パーシー・メイフィールド、米国のR&Bシンガー（* 1920年）
- 1985年 - 荒川豊蔵、陶芸家（* 1894年）
- 1986年 - 樫尾茂、実業家、初代カシオ計算機社長（* 1898年）
- 1988年 - マイク・シャープ、プロレスラー（* 1922年）
- 1988年 - アン・ラムジー、女優（* 1929年）
- 1990年 - チャールズ・マーキス・ウォーレン、映画監督、脚本家、小説家、映画プロデューサー（* 1912年）
- 1991年 - ヘルムート・ヴァルヒャ、オルガン奏者（* 1907年）
- 1991年 - 河野基比古、映画評論家（* 1932年）
- 1991年 - アルフレート・ドンペルト、陸上競技選手（* 1914年）
- 1994年 - 柴田武雄、日本海軍の大佐（* 1904年）
- 1994年 - ピーター・カッシング、俳優（* 1913年）
- 1995年 - アロンゾ・チャーチ、数学者、論理学者（* 1903年）
- 1995年 - 城戸禮、小説家（* 1909年）
- 1996年 - ラファエル・クーベリック、指揮者、作曲家（* 1914年）
- 1996年 - 邦光史郎、作家（* 1922年）
- 1996年 - メル・テイラー、ドラマー（ザ・ベンチャーズ）（* 1933年）
- 1998年 - 中村健也、自動車技術者（* 1913年）
- 1999年 - トミー・リッジリー、R&B歌手（* 1925年）
- 2002年 - 鈴木共子、ヴァイオリニスト（* 1920年）
- 2002年 - 久徳重盛、小児科医、精神科医（* 1924年）
- 2003年 - アルマン・ボレル、数学者（* 1923年）
- 2004年 - 枝村要作、政治家（* 1922年）
- 2005年 - 山本政弘、政治家（* 1918年）
- 2006年 - マイク・ダグラス、歌手、司会者（* 1925年）
- 2006年 - 中島迪男、経営者、元シチズン時計社長（* 1926年）
- 2007年 - 若柳鵬翁[22]、日本舞踏家（* 1912年）
- 2007年 - 内藤晋、元北海道新聞運動部部長、元スピードスケート選手、指導者（* 1922年）
- 2007年 - 宮下稔、経営者、元京阪電気鉄道株式会社社長（* 1924年）
- 2007年 - 吉川文夫、鉄道研究家（* 1932年）
- 2008年 - 柳岡秋夫、政治家（* 1922年）
- 2008年 - フレート・ジノヴァツ、政治家、オーストリア首相（* 1929年）
- 2008年 - 荒勢永英、大相撲力士、タレント（* 1949年）
- 2008年 - アナトリー・フラパティ（英語版）、重量挙げ選手（* 1962年）
- 2009年 - ユーニス・ケネディ・シュライバー、慈善活動家、スペシャルオリンピックス設立者（* 1921年）
- 2010年 - ジェームズ・モーリリアン・タナー（英語版）、小児科医（* 1920年）
- 2011年 - 立花一男[23]、俳優（* 1942年）
- 2011年 - ホセ＝ルイス・ガルシア、ヴァイオリニスト（* 1944年）
- 2012年 - ダンカン・ルース、科学者（* 1925年）
- 2012年 - 香西昭夫、経営者、元住友化学社長（* 1930年）
- 2012年 - レッド・バスチェン、プロレスラー（* 1931年）
- 2012年 - 稲葉光雄、元プロ野球選手（* 1948年）
- 2012年 - カルロ・カーリー、オルガニスト（* 1952年）
- 2013年 - 岡田重精、宗教学者、元学校法人皇學館大学理事長、皇學館大学名誉教授（* 1920年）
- 2013年 - 高松秀恒、元プロ野球選手、トレーナー（* 1948年）
- 2014年 - リダ・モーザー（英語版）、写真家、作家（* 1920年）
- 2014年 - 嵯峨京子、女優（* 1941年）
- 2014年 - ロビン・ウィリアムズ、俳優（* 1951年）
- 2015年 - 加賀谷誠一、経営者、元フジクラ社長（* 1925年）
- 2016年 - 田中阿里子、小説家（* 1921年）
- 2017年 - イスラエル・クリスタル、スーパーセンテナリアン（* 1903年）
- 2017年 - 両角良彦、官僚、元通商産業事務次官、電源開発総裁（* 1919年）
- 2017年 - 太田原高昭、農業経済学者、北海道大学名誉教授（* 1939年）
- 2017年 - 上原春男、工学者、元佐賀大学学長（* 1940年）
- 2017年 - 松澤隆司、サッカー指導者（* 1940年）
- 2018年 - 岡田悦哉、元社会人野球選手、監督、コーチ（* 1930年）
- 2018年 - 浜口タカシ[24]、報道写真家（* 1931年）
- 2018年 - V・S・ナイポール、作家、ノーベル文学賞受賞者（* 1932年）
- 2018年 - 須藤美也子、政治家（* 1935年）
- 2019年 - 福田督、実業家、元中国電力会長（* 1942年）
- 2020年 - 白井庄次郎、スーパーセンテナリアン（* 1909年）
- 2020年 - サムナー・レッドストーン（英語版）、実業家、元バイアコム会長・CBSコーポレーション会長（* 1923年）
- 2020年 - ラッセル・キルシュ（英語版）、エンジニア（* 1929年）
- 2020年 - トリニ・ロペス、歌手、ギタリスト、俳優（* 1937年）
- 2020年 - 串田武久[25]、政治家、元茨城県龍ケ崎市長（* 1938年）
- 2020年 - 須藤甚一郎、芸能リポーター、政治家（* 1939年）
- 2020年 - 山本泰、アマチュア野球選手、学生野球指導者、プロ野球スカウト（* 1945年）
- 2020年 - 宅八郎、評論家（* 1962年）
- 2021年 - ジャンルイジ・ジェルメッティ、指揮者、ローマ歌劇場首席指揮者（* 1945年）
- 2022年 - 森英恵、ファッションデザイナー（* 1926年）
- 2022年 - ジャン＝ジャック・サンペ、漫画家（* 1932年）
- 2022年 - 田中浩二、実業家、元JR九州社長・会長（* 1938年）
- 2022年 - 鈴木棟一、政治評論家（* 1939年）
- 2022年 - トート・ヨージェフ、元サッカー選手、指導者（* 1951年）
- 2023年 - 大出一博、実業家、ファッションプロデューサー（* 1942年）
- 2023年 - 田村真司、登山家、山岳ガイド（* 1966年）
- 2024年 - 山田圭藏、実業家、元北陸電力社長（* 1929年）
- 2024年 - アスランベク・アスラハノフ、警察官僚、政治家、元ウラジーミル・プーチン大統領補佐官（* 1942年）
- 2024年 - 八巻秀、臨床心理学者（* 1963年）
- 2025年 - 伊牟田經久、日本語学者（* 1931年）
- 2025年 - 燁司大、大相撲力士（* 1973年）

### 人物以外（動物など）
- 1970年 - タロ、樺太犬（* 1955年）

## 記念日・年中行事

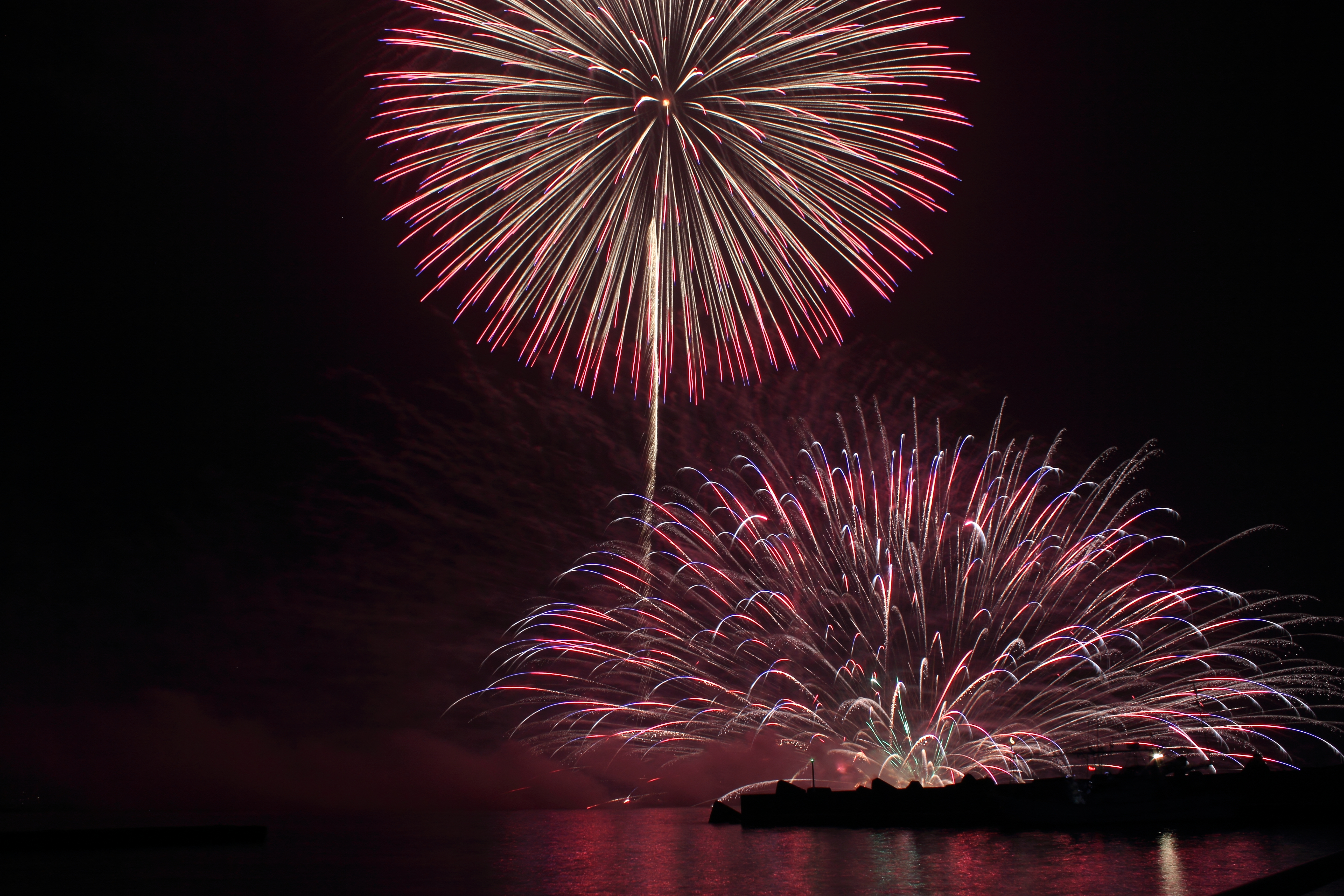
三国花火大会（2013年の画像）

- 山の日（ 日本）※2016年以降の祝日、ただし2020年・2021年を除く。
2014年5月23日に改正祝日法が可決され、2016年より制定された祝日。趣旨は、山に親しむ機会を得て、山の恩恵に感謝する。日本で8月の祝日制定はこれが初めてとなる[26]。
  - きのこの山の日
株式会社明治が上述の「山の日」にあやかり、自社で販売している菓子・きのこの山の記念日として2016年に制定し、日本記念日協会に認定された[27]。なお、2020年は東京オリンピック開催にともなう祝日の移動で8月10日を「きのこの山の日2020」として制定、さらに2021年には8月8日を「きのこの山の日2021」と制定し、ひとつの記念日を3度制定した[28]。
- 前畑ガンバレの日（ 日本）
1936年のこの日に、ベルリンオリンピックの女子200m平泳ぎ決勝で、ラジオの実況をしていた日本放送協会の河西三省アナウンサーが前畑秀子選手に「前畑ガンバレ」と23回連呼し、日本中をわかせたことに由来[7]。前畑は優勝し、日本人女性初の金メダルを獲得した。和歌山県橋本市の前畑秀子・古川勝顕彰活動委員会が制定[29]。
- 三国花火大会（ 日本 福井県坂井市三国町）
毎年8月11日に行われている北陸最大級の花火大会。
- LIGHT UP NIPPON（ 日本 岩手県・宮城県・福島県）
毎年8月11日に行われている東日本大震災復興祈願イベントを兼ねた花火大会。
- 独立記念日（ チャド）
1960年のこの日、チャドがフランスからの独立を宣言。
- ヒップホップ記念日（National Hip Hop Celebration Day、 アメリカ合衆国）
アメリカ合衆国上院にて2021年に可決し決定。1973年のこの日にクール・ハークがニューヨーク・ブロンクスでパーティーを開いた事がヒップホップの音楽と文化の誕生と言われている[30]。